# 椎名ルイ
椎名 ルイ（しいな るい、1987年7月28日 - ）は、日本のAV女優。

## プロフィール
- 出身地：栃木県。
- 身長：167cm。
- スリーサイズ：B90（Eカップ）・W58・H85。
- 趣味:カラオケ。

## 略歴
- 2008年12月に『すごいバキュームフェラと潮吹き kira☆kiraデビュー 椎名ルイ』でAVデビュー。

## 作品

### アダルトビデオ
2008年
- すごいバキュームフェラと潮吹き kira☆kiraデビュー（2008年12月19日、kira☆kira）

2009年
- CHARISMA☆MODEL特別編男喰いGAL痴漢（2009年2月19日、kira☆kira）
- kira☆kiraSPECIAL極上BODY☆潮吹き大乱交 Vol.2（2009年3月19日、kira☆kira）共演:堀口奈津美、花野真衣、澄川ロア
- 素人男性に調教された人気AV女優（2009年5月13日、MOODYZ）
- kira☆kiraフェラチオ学園祭 Vol.4（2009年5月19日、kira☆kira）他多数出演